# Impertinence
L'impertinence est une manière irrespectueuse de parler et d'agir qui relève de l'arrogance. Elle est synonyme d'effronterie. On peut également être impertinent par ignorance ou user d'impertinence afin de répondre à une autre impertinence, il s'agit en conséquence plus simplement d'une manière de parler qui fait sous-entendre un refus d'entrer dans un quelconque consensus, par exemple à propos d'une autorité établie selon une hiérarchie morale ou de principe.
Les journalistes, les écrivains, les personnalités politiques, les comiques peuvent utiliser cette forme littéraire, parfois dans un but de reconnaissance de leur travail, le plus souvent pour décrier des injustices sociales ou tout simplement parce qu'ils n'aiment pas certaines personnalités.

## Histoire
L'impertinence prend sa forme historique dans la satire écrite ou parlée. Au Moyen Âge, elle sera reprise par des hommes de spectacle : les « bouffons du roi ». Beaucoup ont été châtiés pour leurs méfaits, d'autres ont été protégés, relevant d'un statut particulier[pas clair]. Le thème de la bouffonnerie politique est aujourd'hui repris dans des spectacles tels que les Guignols de l'info.

## Domaines

### Dans la politique
Jean-Marie Le Pen et Bernard Tapie sont notoirement reconnus pour certaines phrases impertinentes. Mais beaucoup d'autres hommes politiques, non moins connus, ont utilisé à bon ou mauvais escient des termes discourtois envers une famille politique ou une frange spécifique de la société.

### Dans le journalisme
Un exemple d'impertinence dans une interview est d'essayer de poser une question alors que l'interviewé n’a pas fini sa phrase.
Exemple de journalistes impertinents :
- Michael Moore par ses films de cinéma : Fahrenheit 9/11, Sicko ...
- Pierre Carles
- Groland, l'émission
- Le Vrai Journal, l'émission
- Raphaël Mezrahi, indépendant.

À noter : l'association Acrimed ("action critique médias") regroupe ses articles concernant une chaîne de télévision française sous l'intitulé "Canal+, la fausse impertinence".

### Dans les spectacles de comiques
L'impertinence est une des nombreuses formes de l'humour. Vulgairement parlant, on peut parler de « grand guignolage satirique ». 
Exemple de comique impertinent :
Coluche, comique grossier, a fait de nombreuses citations qui sont restées célèbres

« La moitié des hommes politiques sont des bons à rien. Les autres sont prêts à tout. »

— Coluche
L'humoriste La Bajon ne s'interdit aucune impertinence dans ses spectacles et videos humoristiques.